# The Death of Klinghoffer
The Death of Klinghoffer er en amerikansk opera med musik af John Adams til en engelsksproget libretto af Alice Goodman. Operaen blev først opført i Bruxelles og New York i 1991. Den er baseret på kapringen af passagerskibet Achille Lauro af Den palæstinensiske befrielsesfront i 1985 og det derpå følgende drab på den jødisk-amerikanske passager Leon Klinghoffer. Konceptet blev udarbejdet af teaterdirektøren Peter Sellars, der var en vigtig samarbejdspartner ligesom koreografen Mark Morris. Den blev bestilt af fem amerikanske og europæiske operatrupper samt Brooklyn Academy of Music.